# Oakwood Hills (Illinois)
Oakwood Hills es una villa ubicada en el condado de McHenry en el estado estadounidense de Illinois. En el Censo de 2010 tenía una población de 2083 habitantes y una densidad poblacional de 638,29 personas por km².

## Geografía
Oakwood Hills se encuentra ubicada en las coordenadas 42°14′51″N 88°14′23″O / 42.24750, -88.23972. Según la Oficina del Censo de los Estados Unidos, Oakwood Hills tiene una superficie total de 3.26 km², de la cual 3.05 km² corresponden a tierra firme y (6.51%) 0.21 km² es agua.

## Demografía
Según el censo de 2010, había 2083 personas residiendo en Oakwood Hills. La densidad de población era de 638,29 hab./km². De los 2083 habitantes, Oakwood Hills estaba compuesto por el 95.63% blancos, el 0.19% eran afroamericanos, el 0.38% eran amerindios, el 1.78% eran asiáticos, el 0% eran isleños del Pacífico, el 1.49% eran de otras razas y el 0.53% pertenecían a dos o más razas. Del total de la población el 4.42% eran hispanos o latinos de cualquier raza.